# Іван Кружляк
Іван Кружляк (словац. Ivan Kružliak; *24 березня 1984, Братислава) — словацький футбольний арбітр.

## Кар'єра
З 2010 обслуговує матчі вищого словацького дивізіону Цоргонь ліга — 76 ігор, у яких виніс 358 жовтих карток та 21 червону картку, у Кубках Словаччини — 5 матчів (19 жовтих карток та одну червону картку). З 2012 обслуговує міжнародні матчі між національними збірними зони УЄФА.
У червні 2017 обслуговував матчі молодіжного чемпіонату Європи.
У травні-червні 2019 обслуговував матчі молодіжного чемпіонату світу в Польщі.

## Матчі збірних
| Дата            | Збірні                      | Рахунок | Турнір               | ЖК | YK · YK · RK | RK |
| --------------- | --------------------------- | ------- | -------------------- | -- | ------------ | -- |
| 15 серпня 2012  | Угорщина – Ізраїль          | 1 – 1   | Товариський матч     | 3  | 0            | 0  |
| 12 жовтня 2012  | Словенія – Кіпр             | 2 – 1   | Кваліфікація ЧС 2014 | 3  | 1            | 0  |
| 14 серпня 2013  | Україна – Ізраїль           | 2 – 0   | Товариський матч     | 4  | 0            | 0  |
| 6 вересня 2013  | Англія – Молдова            | 4 – 0   | Кваліфікація ЧС 2014 | 2  | 0            | 0  |
| 9 вересня 2014  | Казахстан – Латвія          | 0 – 0   | Кваліфікація ЧЄ 2016 | 3  | 0            | 0  |
| 29 березня 2015 | Франція – Данія             | 2 – 0   | Товариський матч     | 0  | 0            | 0  |
| 7 червня 2015   | Росія – Білорусь            | 4 – 2   | Товариський матч     | 3  | 0            | 0  |
| 14 червня 2015  | Естонія – Сан-Марино        | 2 – 0   | Кваліфікація ЧЄ 2016 | 1  | 0            | 0  |
| 3 вересня 2015  | Італія – Мальта             | 1 – 0   | Кваліфікація ЧЄ 2016 | 2  | 0            | 0  |
| 11 жовтня 2015  | Фарерські острови – Румунія | 0 – 3   | Кваліфікація ЧЄ 2016 | 4  | 0            | 0  |
| 5 вересня 2016  | Фінляндія – Косово          | 1 – 1   | Кваліфікація ЧС 2018 | 4  | 0            | 0  |
| 11 жовтня 2016  | Польща – Вірменія           | 2 – 1   | Кваліфікація ЧС 2018 | 3  | 1            | 1  |